# Zákon o ochraně spotřebitele
Zákon o ochraně spotřebitele, který vyšel pod č. 634/1992 Sb., je zákon, který zakotvuje rámec ochrany spotřebitelů, jakožto smluvní strany smluvních závazkových vztahů. Vzhledem k tomu si spotřebitelé zasluhují vyšší míru ochrany oproti druhé smluvní straně – podnikatelům či dodavatelům zboží a služeb. Další ochranu poskytují zákony jako je např. občanský zákoník. Na Slovensku byl[kdo?] nahrazen zákonem č. 250/2007 Z.z., o ochrane spotrebiteľa.

## Novela zákona – nekalé obchodní praktiky
Roku 2008 byla zákonem č. 36/2008 Sb. do zákona o ochraně spotřebitele transponována Směrnice o nekalých obchodních praktikách (2005/29/ES), jíž byl zákon rozšířen o velice podstatný institut zákazu nekalých obchodních praktik, které lze označit v rovině hospodářské soutěže v současnosti za velice časté.
Nekalou obchodní praktiku lze definovat jako obchodní praktiku, kdy jednání podnikatele vůči spotřebiteli je v rozporu s požadavky odborné péče a je způsobilé podstatně ovlivnit jeho rozhodování tak, že může učinit obchodní rozhodnutí, které by jinak neučinil.

### Znaky nekalé obchodní praktiky
Aby obchodní praktika byla nekalá a tedy zakázána, je nutné dle výše uvedené definice naplnění dvou podmínek:
- rozpor s odbornou péčí – tím se v daném kontextu rozumí „úroveň zvláštních dovedností a péče, kterou lze od podnikatele ve vztahu ke spotřebiteli rozumně očekávat a která odpovídá poctivým obchodním praktikám nebo obecným zásadám dobré víry v oblasti jeho činnosti“.[2]
- podstatné ovlivnění tzv. obchodního rozhodování spotřebitele – lze chápat jako „použití obchodní praktiky, která významně zhoršuje schopnost spotřebitele učinit informované rozhodnutí, což vede k tomu, že učiní rozhodnutí o obchodní transakci, které by jinak neučinil“.[3]

### Klamavé a agresivní nekalé obchodní praktiky
Kromě výše uvedené obecné definice nekalé obchodní praktiky přebírá zákon též rozdělení na další dvě speciální skupiny nekalých obchodních praktik a to:
1. klamavé obchodní praktiky – především uvedení nepravdivých informací podnikateli, či informací pravdivých, které však vzhledem ke kontextu mohou uvést spotřebitele v omyl. Naopak sem spadá i jednání, kdy obchodník opomněl uvést závažné informace, či je záměrně neuvedl, anebo uvedl nesrozumitelně či nejednoznačně. Pozornost je věnována i způsobu prezentace zboží a služeb, jenž je zaměnitelný s jinými výrobky a službami. Nadměrné obaly mohou být považovány také klamavou prezentaci vedoucí v omyl spotřebitele.[4] Take snižování množství zboží v daném obalu je trikem výrobců.[5] Samostatnou skupinu tvoří informace týkající se kodexů chování, jež se obchodník zavázal dodržovat.[6]
2. agresivní obchodní praktiky[7] – ty, jež s přihlédnutím ke všem okolnostem svým obtěžováním, donucováním, včetně použití síly nebo nepatřičným ovlivňováním výrazně zhoršují možnost svobodného rozhodnutí spotřebitele.[8]

#### Černá listina nekalých obchodních praktik
Součástí zákona jsou i dvě rozsáhlé přílohy, které obsahují tzv. black list, neboli seznam klamavých a agresivních detailně charakterizovaných obchodních praktik, které se považují za zakázané vždy a nemusí se u nich zkoumat naplnění výše uvedených dvou podmínek.

### Prostředky ochrany
Dohled a dozor nad dodržováním zákazu nekalých obchodních praktik náleží s určitými výjimkami v ČR České obchodní inspekci, která je oprávněna podnikatele porušující zákon o ochraně spotřebitele sankcionovat.